# Cymatopus calcaratoides
Cymatopus calcaratoides är en tvåvingeart som beskrevs av Patrick Grootaert och Henk J.G. Meuffels 1993. Cymatopus calcaratoides ingår i släktet Cymatopus och familjen styltflugor. Inga underarter finns listade i Catalogue of Life.